# 三島光産
三島光産（みしまこうさん、英: Mishima Kosan Co.,Ltd.）は、福岡県北九州市八幡東区に本社を置く三島グループの中核企業である。
金型・樹脂成形、自動車製造ラインエンジニアリング、設備工事メンテナンスなどから人材サービス、製造設備、ITインフラ、部品製造等を担う、三島グループの中核企業。

## 概要
本社はJR枝光駅の隣にあり、創業は1916年（大正5年）。
長年にわたり多角的経営を進め、現在では医療用装置や介護施設、保育園等の医療・福祉分野にも進出している。グループ企業は国内外に10社。国内は東京から沖縄まで29拠点（グループ計）があり、海外は香港、中国、インドに拠点を構える。各企業は独立した形にはなっているが、グループ内の連携は強い。
ニッチな分野に強く、国内有数のシェアを誇る製品を複数送り出している技術開発型企業。歴史的に日本製鉄やAGCとの関係が深いが資本関係はない独立系企業である。近年はトヨタ、日産等の自動車関連企業との取引も厚い。創業から100年以上、赤字になったのはリーマン・ショック時の1回だけで、堅固な経営体質を有している。
最近ではグループ会社のミシマOAシステムが開発したサイバーフィジカルシステムが産学官から注目を集めており、積極的にスマート工場の分野に進出している。

## 国内有数のシェアを有する主な製品
- 連続鋳造用モールド
  - 精錬された溶鋼を凝固させて連続的に鋼を製造する鉄鋼の連続鋳造プロセスの心臓部分である鋳型および周辺装置、国内シェア75%前後。社の開発により連続鋳造技術は実用に耐えうるものとなり、その後急速に普及、製鉄所内の工場がまるまる一つ不要になるほどの生産革命を引き起こした。
  - 多くの特許を持ち、世界的にもその技術評価は高く、スペイン、サウジアラビア、インド、インドネシア、韓国、ブラジル等、世界各国の企業から共同事業や技術協力のオファーがあっている。インドに子会社がある。

- ICトレイ
  - 半導体の運搬に使われる導電性樹脂を使った成形品。原材料の製造も手掛ける。国内シェア40%前後。関連会社と協力会社を合わせ、アジア4カ国（5カ所）に生産拠点があり、アメリカ、EUを始めとした世界12カ所の国や地域へ販売している。

- MRI用磁場キャンセラー
  - 医療用MRIにノイズを与えてしまう周辺磁場を打ち消す磁場キャンセラー装置。国内シェア50%前後。海外では国内に比べMRIの施設が大きく周辺磁場の影響を受けにくいことや、MRI自体に国内ほどの精度が求められなかったことから、現状では販売は国内と台湾のみとなっている。最近では中国等で高度先端医療のニーズが高まっており、海外へ積極的に拡販することも検討されている。

## 社名の由来
1949年12月、三島組を株式会社に改組したとき、三島光産と命名された。「光産」は「興産」と書かれるのが一般的だが、当時の社長の三島恵三が、「会社を産業界で光り輝くものにする」という思いを込め、「光」という字を使った社名となった。 常に社会に認められる立派な仕事をして世界に雄飛し、天地とともにいつまでも栄える「ミシマ」にしたいという願いが込められている。

## 経営理念
「いきいきとたのしく　わたしたち自身のために　そして、社会のために」
従業員の幸せを最初に考えるという特徴のある基本理念が、半世紀を超えて継承されている。最初の経営理念は1961年に制定された「わが社は企業を通じて社会に貢献し、会社即（すなわち）全従業員の繁栄と幸福の理想郷をつくる。これがため、企業第一主義のもとに人格主義的人間関係を尊重し、独創性にあふれた科学的経営を行う」というものであったが、文体が古臭くわかりにくいとの意見があがり、1991年に人（従業員）を大切にする基本理念を引き継ぎながら、平易で簡潔な言葉を使って、現在の経営理念に改められた。

## 主な納入先
- 鉄鋼業
  - 日本製鉄、日鉄ステンレス、日鉄テクノロジー、日鉄物産、日鉄SGワイヤ、新日化機能材製造、日鉄ケミカル＆マテリアル、JFEスチール、大銑産業ほか

- 窯業および化学
  - AGC、旭トステム外装、AGCテクノロジーソリューションズ、AGCテクノグラス、AGCエンジニアリング、京葉モノマー、伊勢化学工業、日揮触媒化成、LIXIL物流ほか

- 自動車
  - トヨタ自動車、日産自動車、イノアックコーポレーション、河西工業、ダイキョーニシカワ、ダイハツ九州、日立化成オートモーティブプロダクツ、日本プラスチックス・テクノロジーズ、ファルテックほか

- 半導体
  - ジェイデバイス、ソニーセミコンダクタマニュファクチャリング、シャープ、日通NECロジスティクス、北酸ほか

- その他
  - 菱電湘南エレクトロニクス、住友商事マシネックス、北九州環境プラントサービス、北九州市ほか

## 事業所

### 管理部門・営業拠点
- 本社
  - 〒805-8503 福岡県北九州市八幡東区枝光2丁目1番15号
- 業務支援部
  - 〒800-0211 福岡県北九州市小倉南区新曽根7番25号

- 東京営業所
  - 〒103-0027 東京都中央区日本橋2丁目1-21 第二東洋ビル7B号室

- 鹿島出張所
  - 〒314-0015 茨城県鹿嶋市泉川2055 ポートサイド鹿島102
- 行橋営業所
  - 〒824-0022 福岡県行橋市稲童484-1
- 沖縄オフィス
  - 〒900-0036 沖縄県那覇市西2丁目4-12 サムインターナショナルビル4F

### 本部・事業部
- 千葉事業部
  - 〒290-0056 千葉県市原市五井5920番地-1
- 鉄鋼君津事業本部
  - 〒299-1195 千葉県君津市人見1212番地
- 機工事業本部
  - 〒800-0211 北九州市小倉南区新曽根5番1号
- 八幡事業部
  - 〒805-0058 北九州市八幡東区大字前田字波戸2108-1 日鉄ステンレス株式会社 八幡製造所内
- 化学産機事業部
  - 〒808-0027 北九州市若松区北湊町1-24
- 精密成形金型事業部
  - 〒800-0211 北九州市小倉南区新曽根5番1号
- エンジニアリング事業部
  - 〒800-0211 北九州市小倉南区新曽根7番47号

## 沿革
- 1916年 - 前身となる「三島組」創業
- 1949年 - 三島光産株式会社設立
- 1980年 - 株式会社MTI（磁気関連機器）設立
- 1989年 - ミシマOAシステム株式会社（ITシステム）設立
- 1995年 - 三島光産香港有限公司（ICトレイ）設立
- 1997年 - ヒューマンブリッジ株式会社（人材サービス、福祉）設立
- 2004年 - 平和自動車工業株式会社（自動車部品）、平和物流株式会社を買収
- 2012年 - 三島光産精密塑胶有限公司（中国、ICトレイ）設立
- 2015年 - 株式会社M&I化成（自動車部品）設立、Advanced Mould Technology India Pvt. Ltd.（インド、連続鋳造用モールド）に資本参加
- 2019年 - ミシマOAシステム株式会社がユニティ・ソフト株式会社の株式を譲受
- 2020年 - 会社のキャラクター「光亀くん」の商標登録が完了[1][2]

## 関連会社
日本国内
- 株式会社M&I化成　福岡県行橋市稲童
- 平和自動車工業株式会社　北九州市小倉北区（本社）
- 平和物流株式会社　北九州市小倉北区（本社）
- ヒューマンブリッジ株式会社　北九州市小倉北区（本社）
- ミシマ・オーエー・システム株式会社　北九州市八幡東区（本社）
- ユニティ・ソフト株式会社　福岡市博多区（本社）
- 株式会社エムティアイ　北九州市八幡東区（本社）

海外
- 三島光産精密塑胶（東莞）有限公司（中国）
- Cunova Service India Private Limited（インド）

## その他
2002年、当時、鉄鋼君津事業本部に所属していた飯島和彦がダイエーホークス（現：ソフトバンクホークス）にドラフト6位で投手として入団している。杉内俊哉、寺原隼人と同期。